# Емерсон (Манитоба)
Емерсон (енгл. Emerson) је малена варош на крајњем југу канадске провинције Манитоба у географско-статистичкој регији Пембина Вали. Варошица се налази на обалама реке Ред на око 96 км јужно од административног центра провинције града Винипега. Лежи на самој граници са САД, односно на тромеђи између Манитобе и америчких савезних држава Северна Дакота (округ Пембина) и Минесота (округ Китсон). Гранични прелаз ка Северној Дакоти убраја се међу 5 најфрекфентнијих у целој Канади.

## Историја
Насеље Еемерсон основано је 1874. године, а име је добило у част америчког песника и филозофа Ралфа Емерсона. Погранични положај у важној саобраћајној регији и етикета капија ка западу позитивно су утицали на убрзани развој новог насеља које је свега две године по оснивању добило и властиту цркву и школу. Прва железничка пруга у провинцији од Винипега ка Емерсону (Емерсон лајн) изграђена је 1878. године и за кратко време повезана са америчком пругом која је повезивала градове Сент Пол и Сент Винсент у Минесоти. Доласком железнице Емерсон постаје једно од најперспективнијих насеља у провинцији. 
Емерсон 1879. добија службени статус вароши а у наредне 4 године насеље доживљава велики напредак и број становника се до 1883. попео на преко 10.000. Варошица се и територијално ширила и спојила се са суседним насељем Вест Лин. 
Међутим услед прекида у градњи нове трасе железнице ка западу Емерсон почиње да стагнира и већ 1884. (свега 10 година након оснивања) варош је финансијски банкротирала. 
Првобитна градска већница је до темеља изгорела у великом пожару 1917. а обновљена је средствима покрајинске владе као место од историјског значаја.

## Демографија
Према резултатима пописа становништва из 2011. у варошици је живео 671 становник у укупно 336 домаћинства, што је за 2,6% мање у односу на 689 житеља колико је регистровано 
приликом пописа 2006. године.
| 2011. |
| ----- |
| 671   |